# 배길랑
배길랑(裵桔瑯, 1942년 2월 6일~)은 대한민국의 정치인이다. 제14대 국회의원을 지냈다.

## 학력
- 경동초등학교
- 광희중학교
- 경동고등학교
- 고려대학교 국문학과
- 고려대 경영대학원 1년수료

## 경력
- 공화당 공채4기
- 공화당기획국장
- 당정세분석위행정실장
- 코리아헤럴드 차장
- 한국국민당 기획실·의원실 실장
- 공화당 기획실·의원실 실장
- 공화당 3당합당 실무대표
- 민자당 정세분석실 실장
- 민자당 정책위원회 제1정책조정실 부실장
- 대한석탄공사 감사
- 자민련 김종필총재특보

## 역대 선거 결과
|  | 9.2% |

|  | 38.5% |

|  | 7.16% |

|  | 3.7% |